# Efrémův kodex

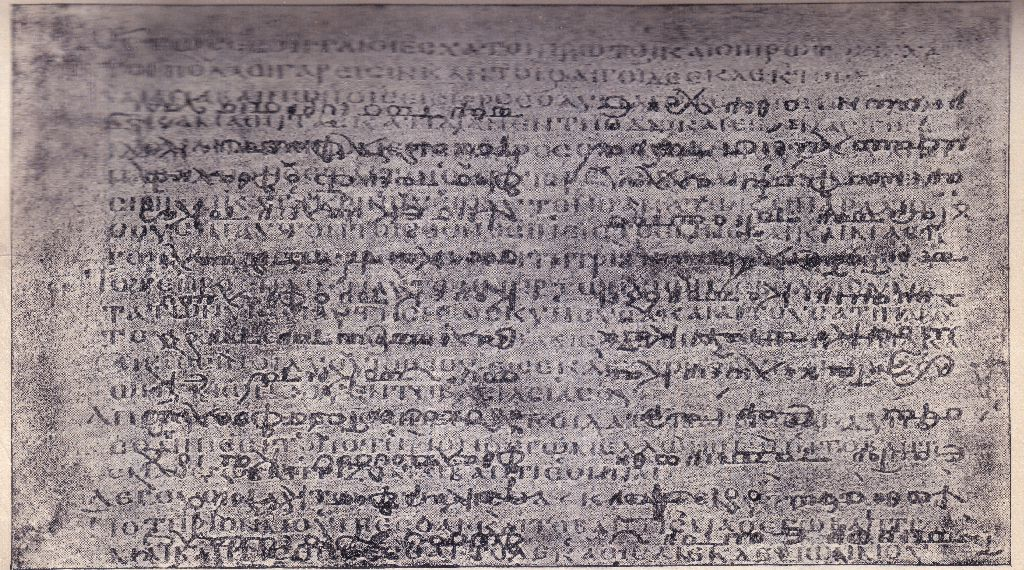
Efrémův kodex, úryvek z Matoušova evangelia

Efrémův kodex (Codex Ephraemi rescriptus), označovaný obvykle jako C, je řecký majuskulní pergamenový kodex z poloviny 5. století, původem pravděpodobně z Egypta. Rukopis obsahoval původně 238 listů o velikosti 33×26 cm s 40-46 řádky každý. Z dochovaných listů jich 64 obsahuje starozákonní text, 145 novozákonní. Novozákonní text obsahuje všechny části knih kromě Druhého listu Tesalonickým a Druhého listu Janova. Kodex je významný také tím, že je nejstarší, který má na stránce jen jeden sloupec.
Ve 12. století byl celý kodex seškrabán a pergamen znovu použit. Nový text obsahoval řecký překlad 38 kázání Efréma Syrského (odtud i název kodexu). Od 16. století byl rukopis uložen ve Florencii, odkud se dostal do Paříže, kde se v národní knihovně nalézá dodnes. Původní řecký biblický text byl objeven odborníky až koncem 17. století. Během následujících několika let se podařilo něco z původního textu rozluštit, ale dešifrovat celý rukopis bylo nesmírně těžké, protože inkoust byl nezřetelný a mnohé listy pergamenu byly rozedrané. Ke zvýraznění textu se zkoušelo použít i několik různých chemických látek, ale bez velkého úspěchu. Většina odborníku si tehdy myslela, že smazaný text jako celek není možné rozluštit. Počátkem 40. let 19. století se studiu tohoto kodexu pilně věnoval nadaný německý lingvista Konstantin von Tischendorf. Dešifrováním rukopisu strávil dva roky. Tischendorfův úspěch spočíval v dobré znalosti řeckého unciálního písma, měl vynikající zrak a pergamen vždy četl proti světlu. K podobné práci dnes odborníci používají optické pomůcky, jež využívají infračervené a ultrafialové záření nebo polarizované světlo. Texty, které Tischendorf z Efrémova kodexu rozluštil, pak v letech 1843 a 1845 publikoval. Získal si tak pověst předního odborníka v řecké paleografii.
Znalci považují Efrémův kodex za jeden ze skupiny čtyř význačných unciálních rukopisů řecké Bible. Dalšími třemi jsou rukopisy Sinajský, Alexandrijský a Vatikánský č. 1209. Všechny jsou datovány do čtvrtého a pátého století našeho letopočtu.

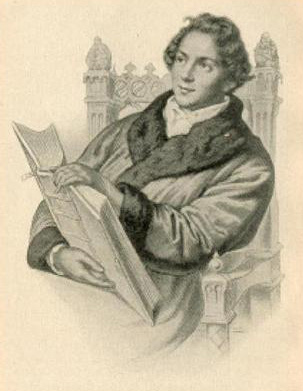
Tischendorf v roce 1841